# Elisabeth Stagel
Elisabeth Stagel o Elsbeth Stagel (c. 1300 - c. 1360) va ser una monja dominicana i priora del convent de Töss.

## Biografia
Stagel va néixer en una noble família de Zúric, era filla d'un regidor.
Va desenvolupar una profunda amistat amb Heinrich Seuse, i els dos van mantenir una correspondència activa. Seuse va considerar a Stagel la seva filla espiritual. Durant les seves reunions, Stagel va demanar a Seuse que l'ajudés a comprendre el camí cap a Déu compartint amb ella les seves pròpies experiències. No obstant això, Seuse no sabia que la monja ben educada mantenia les cartes que l'enviava i anotava tot el que Seuse li estava dient, que no només incloïa la teologia, sinó també les seves pràctiques extremes de penitència. Stagel li va donar els seus escrits després d'estudiar-los i va procedir a cremar-los, salvant només el segon lliurament de manuscrits per educar a altres persones religioses. Suso va prohibir que Stagel li imités involucrant-se en un ascetisme extrem, tement per la seva salut.
La història de Stagel com a autora de les Vides de les Monges de Töss, obra que conté biografies de 39 religioses i proporciona una imatge completa del misticisme al convent de Töss, està subjecta a debat. Benaurada Isabel d'Hongria podria haver estat una de les religioses, la vida de les quals Stagel va descriure, però aquesta acusació ha estat particularment contrariada, perquè el llibre retrata a la madrastra d'Elisabet d'Àustria, Àgnes d'Àustria, reina d'Hongria, molt negativament; és molt poc probable que aquesta biografia fos escrita abans de la mort de la Reina Agnes que va sobreviure a Stagel, morint el 1364.
Stagel va morir a Töss. L'obra de Stagel és integral per entendre el misticisme i la vida monàstica a l'Alemanya medieval.